# Carlos María Federici
Carlos María Federici (Montevideo, 3 de diciembre de 1941) es un escritor, guionista y dibujante uruguayo de ciencia ficción, policial y terror.

## Biografía
Nació en Montevideo en 1941. A los 19 años publica su primer cuento llamado El secreto, en la revista Mundo uruguayo. En 1968 debutó en la historieta con Barry Coal, una tira diaria donde los lectores debían descubrir al asesino. Desde entonces su labor en ese campo no se detuvo y actualmente es considerado un clásico del cómic y de la ciencia ficción en Uruguay.
En 1972 debuta como novelista con La orilla roja (Ed. Acme, de Buenos Aires, colección Rastros), donde aparece el detective Dorteros, protagonista de otras dos novelas. Al año siguiente, Federici crea Dinkenstein, una historieta de terror originalmente destinada a los EE. UU. pero que finalmente se publicó en Bélgica, Argentina y Uruguay. En 1974, aparece la novela Mi trabajo es el crimen (Ed. Girón, Montevideo) y dos años después el libro Avoir du chien et être au parfum, editado en Bélgica por Bernard Goorden. 
Su obra literaria aparece en varias antologías de su país y del exterior. En la década de 1980 publicó los libros Dos caras para un crimen (Ed. Universo, México),  Goddeu$ - Los ejecutivos de Dios (Ed. Yoea, Montevideo). En 1980 lanza la historieta Jet Galvez, que vuelve a publicarse en 1984. En 1985 publica, en forma de folletín en El Diario, El umbral de las tinieblas, que reaparecerá, en formato libro, en sendas ediciones de 1990 y 1995 (Ed. Yoea, Montevideo). Tiempo después aparece El asesino no las quiere rubias, en 1991, Cuentos policiales y El nexo de Maeterlinck en 1993, Llegar a Khordoora al año siguiente.
Se lo considera uno de los pioneros de la ciencia ficción y el relato policial en Uruguay. Federici reconoce como influencias a Ellery Queen, Edgar Wallace, Ray Bradbury y John Dickson Carr. 
En 2013 se publicó una antología de sus historietas, bajo el título Federici, Detective Intergaláctico, proyecto del periodista Matías Castro, con digitalización de imágenes por Diego Jourdan.

## Publicaciones
- La orilla roja, 1972
- Mi trabajo es el crimen, 1974
- Avoir du chien et être au parfum, 1976
- Dos caras para un crimen, 1982
- Goddeu$ - Los ejecutivos de Dios, 1989
- Umbral de las tinieblas, 1990 - 1995
- El asesino no las quiere rubias, 1991
- Cuentos policiales, 1993
- El nexo de Maeterlinck, 1993
- Llegar a Khordoora, 1994

## Premios
- Hucha de Plata (Madrid, 1987)
- 1.er. Premio Concurso Literario Melvin Jones (1986)
- 1.er. Premio de la Intendencia de Montevideo (1971)
- 1.er. Premio del XIII Aniversario del diario El Popular (1970)[5]